# Boris Sanson
Boris Louis Sanson (* 7. Dezember 1980 in Bordeaux) ist ein ehemaliger französischer Säbelfechter.

## Erfolge
Boris Sanson erfocht seine größten Erfolge mit der Mannschaft. 2006 wurde er mit ihr in Turin Weltmeister und gewann mit ihr darüber hinaus 2005 in Leipzig Bronze sowie 2007 in Sankt Petersburg Silber. Zwei weitere Silbermedaillen und eine Bronzemedaillen sicherte er sich zwischen 2001 und 2008 im Mannschaftswettbewerb der Europameisterschaften. Seine einzige internationale Medaille im Einzel gewann er bei den Europameisterschaften 2003 in Bourges. Bei den Olympischen Spielen 2008 in Peking belegte er im Einzel den 14. Rang. Im Mannschaftswettbewerb erreichte er nach Siegen gegen Ägypten und Italien das Finale gegen die Vereinigten Staaten, in dem sich die französische Equipe mit 45:37 durchsetzen konnte. Sanson wurde gemeinsam mit Nicolas Lopez und Julien Pillet Olympiasieger. Nach dem Olympiasieg wurde er zum Ritter der Ehrenlegion ernannt.